# التثبيت (تقويم الأسنان)

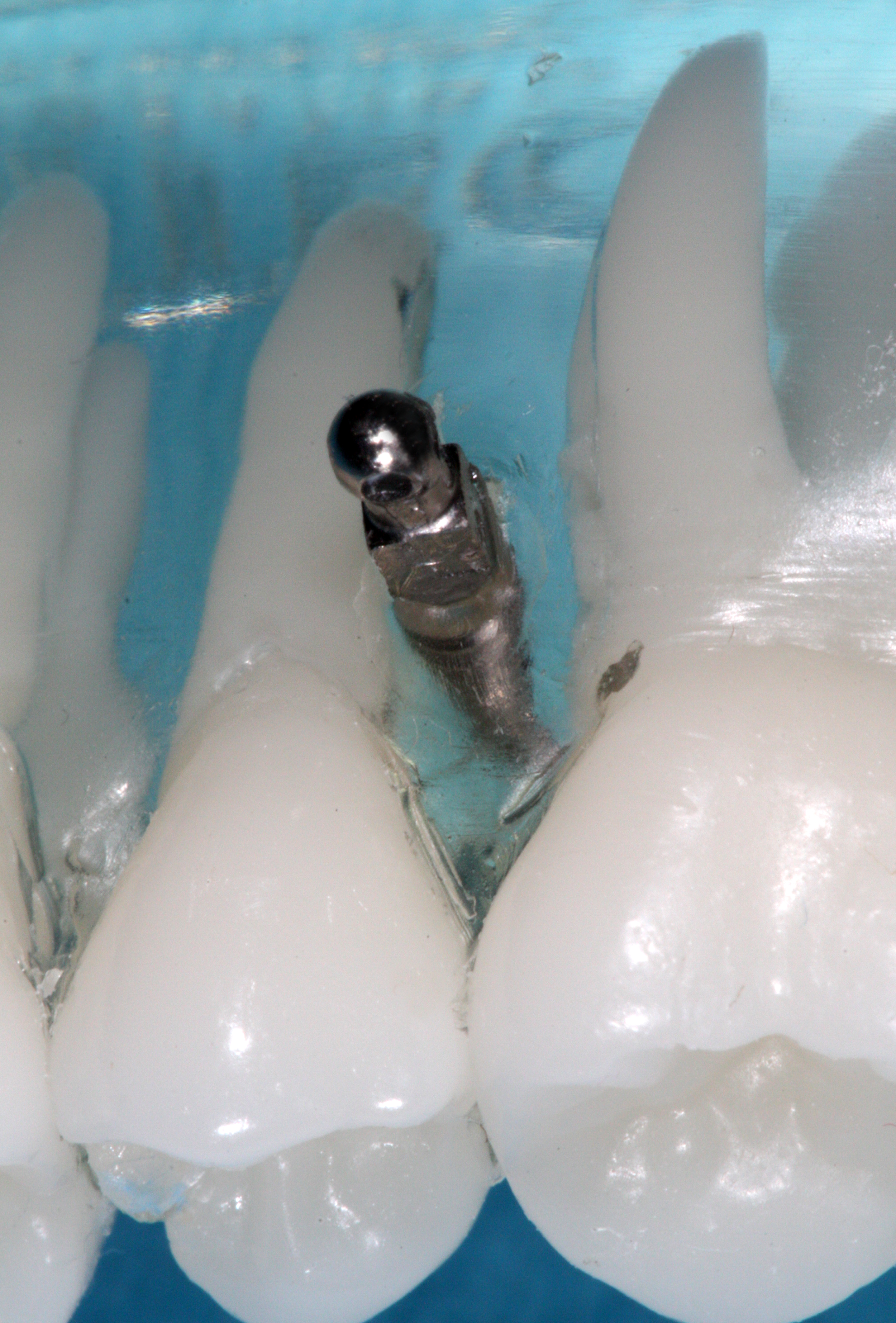
جهاز تثبيت مؤقت

يُعرف التثبيت في تقويم الأسنان على أنه إجراء يتم من أجل مقاومة حركة الأسنان أو عدد منها باستخدام تقنيات مختلفة. يعتبر التثبيت (الإرساء) من الاعتبارات المهمة في مجال تقويم الأسنان إذ يُستخدم هذا المفهوم بشكل متكرر عند تصحيح سوء الإطباق. يمكن أن يكون لحركة الأسنان غير المخطط لها أو غير المرغوب بها عواقب وخيمة في خطة العلاج، وبالتالي يصبح إجراء التثبيت أمرًا مهمًا. يمكن استخدام التثبيت من عدة مصادر مختلفة مثل الأسنان أو العظام أو الغرسات أو عن طريق الفم.
يمكن أن تؤثر بعض العوامل المتعلقة بتشريح الأسنان على نوع التثبيت المستخدم. عادةً ما توفر الأسنان ذات الجذور مثلثة الشكل، والجذور الطويلة، والجذور المتعددة تثبيتًا أكبر من الأسنان ذات الجذور المفردة والقصيرة والبيضوية.

## تاريخيًا
قدم هنري ألبرت بيكر أحد أقدم استخدامات التثبيت عند استخدامه التثبيت بين الفكي أو تثبيت بيكر. يتضمن هذا النوع من التثبيت استخدام المطاط من فك إلى الآخر، على شكل إما مطاط من الصنف 2 (تحريك الأسنان العلوية إلى الخلف) حيث تعمل الأرحاء السفلية بصفتها مثبتات، أو المطاط من الصنف 3 (تحريك الأسنان السفلية إلى الخلف) حيث تعمل الأضراس العلوية بصفتها مثبتات. يستخدم أيضًا التثبيت داخل الفكي على شكل سلسلة-E، عندما يُستخدم المطاط من الأرحاء الخلفية إلى الأسنان الأمامية في نفس الفك من أجل تحريك الأسنان الأمامية إلى الخلف.

## التصنيف المعتمد على الموقع
- داخل فموي - يُحصل هذا النوع من التثبيت داخل الفم. يتضمن ذلك التثبيت الأساسي والمركب.
- خارج فموي - يُحصل هذا النوع من التثبيت خارج الفم. يتضمن ذلك استخدام أقنعة الرأس أو أقنعة الوجه. أحد عيوب استخدام التثبيت خارج فموي هو وجود المثبتة في موقع بعيد عن موقع حركة الأسنان. بالإضافة إلى ذلك، يكون امتثال المرضى المراهقين أقل عند استخدام أغطية الرأس التقويمية، على الرغم من تحقيق نجاح جيد مع المرضى في سن ما قبل سن المراهقة باستخدام أغطية الرأس. يرتدي المريض الجهاز لوقت أقل، وبالتالي تظهر نتائج أقل. ومع ذلك، أثبتت العديد من الدراسات فائدة غطاء الرأس في توفير التثبيت أثناء تحريك الأسنان. يمكن تقسيم التثبيت خارج الفك إلى 3 أنواع مختلفة.

يتكون حزام الرأس التقويمية عادة من ثلاثة مكونات رئيسية:
- - القذالي - يستخدم مع حزام الرأس لاستخدام العظم القذالي والمنطقة المحيطة به من أجل تحريك الأسنان
  - عنقي - يستخدم مع حزام الرأس لاستخدام الرقبة والمنطقة المحيطة من أجل تحريك الأسنان
  -  المركب - تستخدم مع حزام الرأس من أجل استخدام مزيج من العظام القذالي والعنق من أجل تحريك الأسنان بطريقة خطية.
- العضلات - ينطوي هذا النوع من التثبيت على استخدام العضلات ويمكن أن يحتوي على درع دهليزي في بعض الأجهزة.

## التصنيف على أساس عدد الأسنان
حدد روبرت مويرز تصنيف التثبيت حسب عدد الوحدات.
- بسيط/أساسي - التثبيت باستخدام سن واحدة
- مركب - التثبيت باستخدام اثنين أو أكثر من الأسنان
- مقوى - تثبيت يستخدم أسنانًا إضافية أو أي أجهزة أخرى من أجل تعزيز التثبيت الأساسي. يمكن أن يتضمن ذلك تثبيتًا خارجيًا أو عضليًا. يمكن استخدام تثبيت مقوى يعتمد على الأجهزة
  -  قوس عابر لقبة الحنك
  -  جهاز نانس
  - القوس السفلي اللساني المثبت
- متبادل - نوع تثبيت عندما تتحرك وحدتان من الأسنان تجاه بعضهما البعض بمسافة متساوية.
- متعاكس - نوع تثبيت حيث تتحرك الأسنان بطريقة خطية، وليس حركة إمالة.

## التصنيف على أساس إغلاق الساحة
وصف رافيندرا ناندا وتشارلز جيه بورستون ثلاثة أنواع من التثبيت اعتمادًا على الحاجة له أثناء العلاج حيث يلزم إغلاق الفراغ. في بعض حالات تقويم الأسنان، يجب قلع (إزالة) الأسنان إما من أجل تخفيف ازدحام الأسنان أو تقليل التغطية أو البروز. لذلك، عادة ما يُغلق الفراغ الناتج بعد قلع الأسنان أثناء العلاج التقويمي. يمكن إغلاق الفراغ إما بتحريك الأسنان الخلفية للأمام أو الأسنان الأمامية للخلف.

### تثبيت المجموعة أ
يُعد هذا النوع من التثبيت حرجًا، إذ يتضمن حركة 75٪ من الأسنان الأمامية و25٪ من الأسنان الخلفية إلى المساحة الناتجة عن القلع. وبالتالي فإن الهدف في هذا النوع من التثبيت هو إرجاع الأسنان الأمامية إلى الخلف.

### تثبيت المجموعة ب
يُعد هذا النوع من التثبيت معتدلًا، إذ يتضمن حركة 50٪ لكل من الأسنان الأمامية والخلفية إلى الفراغ الناتج عن القلع. الهدف في هذا النوع من التثبيت هو تحرك الأسنان الخلفية إلى الأمام بشكل متساوٍ مقارنةً مع الأسنان الأمامية المتحركة إلى الخلف.

### تثبيت المجموعة ج
يُعد هذا النوع من التثبيت غير حرج، إذ يتضمن تحريك الأسنان الخلفية إلى الأمام 75٪ وتحريك الأسنان الأمامية إلى الخلف 25٪ لسد الفراغ الناتج عن القلع. تظهر حركة أكبر للأسنان الخلفية في هذه الحالة.

### التثبيت المطلق
هذا النوع من التثبيت مطلوب في العلاج عندما يكون هناك 0٪ حركة للأسنان الخلفية للأمام و100٪ حركة للأسنان الأمامية للخلف. عادة ما يُنتج هذا النوع من التثبيت باستخدام غرسات صغيرة أو أجهزة تثبيت مؤقت.